# سومرة
سومرة هي قرية فلسطينية، من قرى محافظة الخليل، تقع قُرب الظاهرية. وهي من القرى التي احتلتها إسرائيل خلال حرب 1967.
تُدار بواسطة مجلس بلدي الظاهرية.

## الجغرافيا
تقع على بعد 20 كم جنوب غرب مدينة الخليل. يحدها من الشرق أراضي الظاهرية ومن الغرب قرية البيرة وقرية البرج، ومن الجنوب أراضي الرماضين، ومن الشمال أراضي دورا. ترتفع عن سطح البحر حوالي 600 م.

## السكان
بلغ عدد سكان القرية عام 2017 حوالي (244) نسمة وفق الجهاز المركزي للإحصاء الفلسطيني.